# Podocarpus madagascariensis
Podocarpus madagascariensis — вид хвойних рослин родини подокарпових.

## Поширення, екологія
Цей ендемік Мадагаскару росте вздовж східних плато і гір. Зустрічається у вологих лісах або лісових залишках від рівня поблизу рівня моря до лісових хребтів і укосів на 2000–2400 м над рівнем моря. В рівнинних лісах може досягти 20–25 метрів; на відкритих скелястих грядах це чагарник або низькоросле дерево, що зустрічаються в склерофільному дрібноліссі або чагарниках, багатих лишайниками, часто на відносно сухих ділянках.

## Використання
Деревина широко використовувалася в житловому будівництві, для покриття підлог і т.д. в останні десятиліття 19-го століття. Ці застосування зменшилися з багатьох великих і доступніших дерев тепер зрубані.

## Загрози та охорона
Вирубка знищила багато великих дерев цього повільно зростаючого виду. Цей вид зустрічається принаймні, у 3 національних лісових заповідниках: Andringitra N.R., Zahamena N.R., Analamazaotra N.R.